# Tallholmen, Björneborg

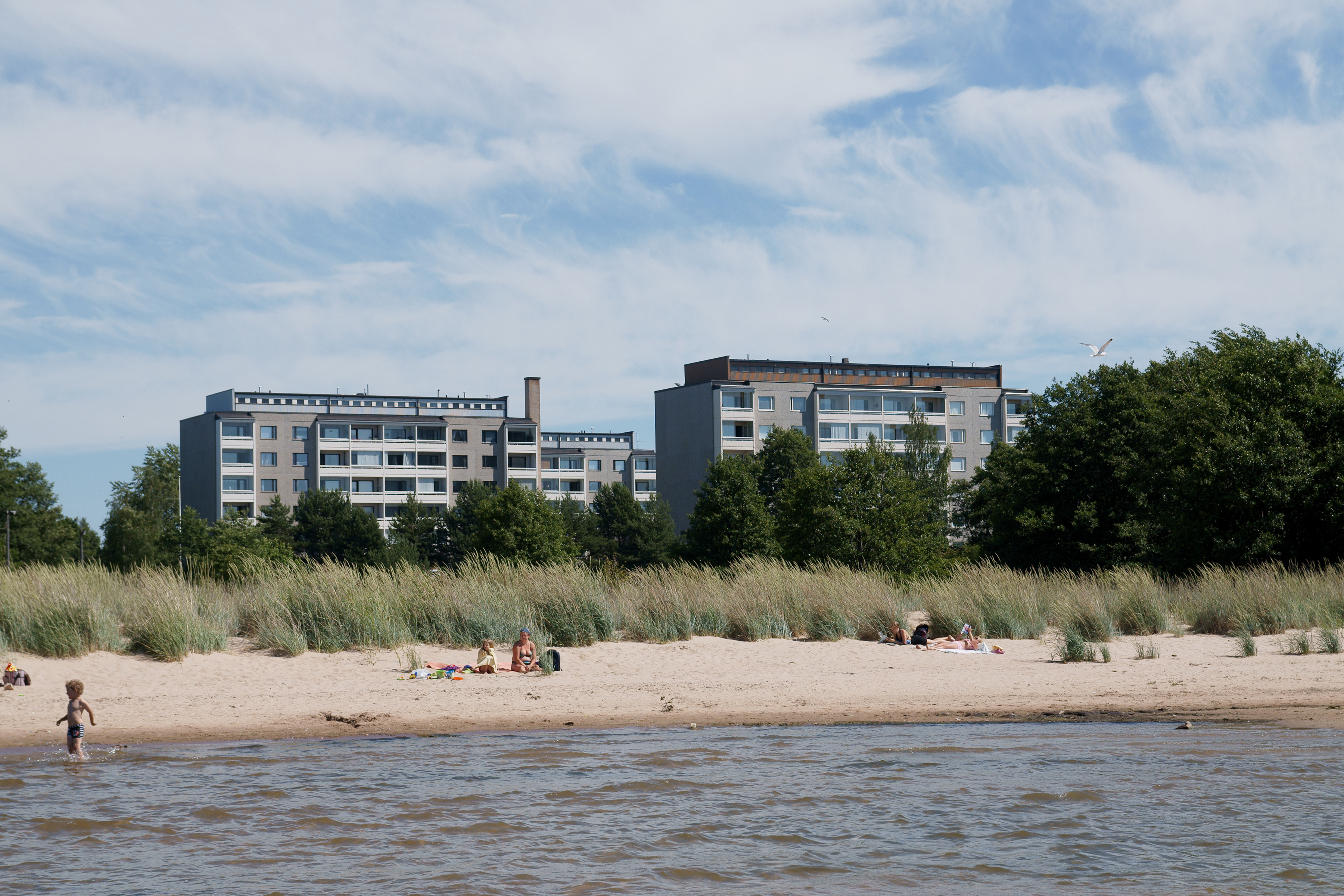
Uniluoto.

Tallholmen (finska: Mäntyluoto) är en stadsdel i Björneborg, Finland. Den ligger i Havs-Björneborg, ca. 19 kilometer nordväst om stadens centrum. 
Containerterminalen för  Björneborgs hamn finns i Tallholmen. Den andra delen av hamn ligger i Vetenskär. I Tallholmen finns också en järnvägsstation och ett varv som i dag ägs av franska Technip S.A.
I närheten av Tallholmen ligger tätorten Uniluoto  och holmen Kallo, som är hemmahamn för Segelföreningen i Björneborg. På Kallo finns också en fyr.